# Clubiona pseudopteroneta
Clubiona pseudopteroneta este o specie de păianjeni din genul Clubiona, familia Clubionidae, descrisă de John Earle Raven și Kylie S. Stumkat în anul 2002.
Este endemică în Queensland. Conform Catalogue of Life specia Clubiona pseudopteroneta nu are subspecii cunoscute.